# Nikki Reedová
Nicole Houston „Nikki“ Reedová (* 17. května 1988 Los Angeles, Kalifornie) je americká herečka. K jejím nejvýznamnějším rolím patří postava Rosalie Haleové ve filmové sérii Stmívání.

## Osobní život
Její matka Cheryl je čerokíjského a italského původu, otec Seth židovského původu. Sama se označuje za Židovku.
V říjnu 2011 si vzala zpěváka Paula McDonalda, se kterým se v lednu 2015 rozvedla (pár již nějakou dobu žil odděleně). V únoru 2015 se zasnoubila s hercem Ianem Somerhalderem, kterého si 26. dubna téhož roku vzala. Dne 25. července 2017 se jim narodila dcera Bodhi Soleli. Na konci června 2023 prostřednictvím svého instagramového účtu oznámila, že se jim před několika týdny narodil syn.

## Kariéra
Catherine Hardwicke, přítelkyně její matky, nabídla mladé Nikki Reedové práci na scénáři. Společně napsaly během šesti dní v roce 2002 částečně autobiografický nezávislý film Třináctka (2003), ve kterém Reedová také ztvárnila jednu z rolí.
V dalších letech se objevila například ve snímcích Legendy z Dogtownu (2005), Úkladná vražda (2006), Catch .44 (2011), Empire State (2013) či In Your Eyes (2014). Ve filmové sérii Stmívání (2008–2012) hrála postavu Rosalie Haleové.
Roku 2006 hostovala v šesti epizodách seriálu O.C. a v jednom díle seriálu Spravedlnost.

## Filmografie
Film
- 2003 Třináctka (Evie Zamora)
- 2005 Man of God (Zane Berg)
- 2005 Legendy z Dogtownu (Kathy Alva)
- 2005 Americká zbraň (Tally)
- 2006 Úkladná vražda (Minerva „Mini“ Drogues)
- 2007 Cherry Crush (Shay Bettencourt)
- 2008 Twilight sága: Stmívání (Rosalie Haleová)
- 2008 Vzdálení blízcí (Allison)
- 2009 Twilight sága: Nový měsíc (Rosalie Haleová)
- 2009 Poslední letní den (Stefanie)
- 2010 Twilight sága: Zatmění (Rosalie Haleová)
- 2010 Řetězová zpráva (Jessica „Jessie“ Campbell)
- 2010 Privileged (Lauren Carrington)
- 2011 Catch .44 (Kara)
- 2011 Twilight sága: Rozbřesk – 1. část (Rosalie Haleová)
- 2012 Twilight sága: Rozbřesk – 2. část (Rosalie Haleová)
- 2013 Empire State (Lizzette)
- 2013 Pawn (Amanda)
- 2013 Enter the Dangerous Mind (Wendy)
- 2014 Intramural (Meredith Downs)
- 2014 In Your Eyes (Donna)
- 2014 Murder of a Cat (Greta)

Televize
- 2006 O.C. (Sadie Campbell; 6 epizod)
- 2006 Spravedlnost (Molly Larusa; 1 epizoda)
- 2006 Reaper (Andi Prendergast; neodvysílaná pilotní epizoda)
- 2015 Ospalá díra (Betsy Rossová; zatím 1 epizoda)